# Gratiola pumilo
Gratiola pumilo là một loài thực vật có hoa trong họ Mã đề. Loài này được F.Muell. mô tả khoa học đầu tiên năm 1852.